# Fernando Fonseca (futebolista)
Fernando Manuel Ferreira Fonseca (Porto, 14 de março de 1997) é um futebolista profissional português que atua como defesa, atualmente defende o Estoril Praia, emprestado pelo FC Porto

## Carreira
Fernando Fonseca fez parte do elenco da Seleção Portuguesa de Futebol nos Jogos Olímpicos de Verão de 2016.